# Centre-ville de Nuuk
Le centre-ville de Nuuk est un quartier de Nuuk, capitale du Groenland, qui englobe avec le Vieux-Nuuk la partie centrale et sud de la ville. La plupart des commerces et des entreprises sont basés dans ce quartier.

## Transports
Toutes les lignes de bus desservent le centre à destination de tous les autres quartiers.